# Ali ibn Ahmad al-Nasawi
Ali ibn Ahmad Al-Nasawi war ein Mathematiker des islamischen Mittelalters (11. Jahrhundert, fl. 1029 bis 1044).

## Leben
Al-Nasawi ist für ein Rechenbuch bekannt, das Franz Woepcke 1863 bekannt machte. Die ursprüngliche Fassung war in Persisch für den Prinzen Majd al-Dawlah aus der Buyiden-Dynastie. Als dieser 1029 oder 1030 abgesetzt wurde, präsentierte Al-Nasawi das Buch dem Wesir Sharaf al-Muluk des Herrschers von Bagdad Jalal ad-Dawlah (regierte 1025 bis 1044). Dafür musste er das Buch ins Arabische übertragen. Ein weiteres Buch von ihm ist dem einflussreichen Schiitenführer al-Murtada (965–1044) in Bagdad gewidmet. Er erwähnt in seinen Schriften auch die Stadt Nasa in Chorasan, aus der er möglicherweise stammt.
Er lebte zeitweise in Bagdad, aber auch, wie später herausgefunden wurde, in Schahr-e Rey und wurde von Avicenna besucht. Er veröffentlichte auch eine gekürzte Fassung von Euklids Elementen (Buch 1 bis 6 und 11, Tajrid Uqlidis). Sein Geometriebuch ist nach eigenen Aussagen sowohl eine Einführung für solche, die Geometrie für sich studieren wollen als auch für solche, die es für den Almagest von Ptolemäus brauchen.
Sein Arithmetik-Buch (al-Muqni fi l-Hisab al-Hindi, Leiden MS 1021) behandelt das Rechnen im indischen Dezimalsystem (und in einem Kapitel mit dem Sexagesimalsystem). Es werden auch Bruchrechnungen behandelt, Berechnung von Quadrat- und Kubikwurzeln, wobei die Methode bei Kubikwurzeln wie im chinesischen Jiu Zhang Suanshu war – und die Neunerregel. Das Werk hat keine Originalität und zeigt begrenzte mathematische Fähigkeiten und Verständnis. Er kritisiert zwei ältere Bücher über indische Arithmetik (von Kushyar ibn Labban, möglicherweise sein Lehrer, und Abu Hanifa al-Dinawari (gestorben 895)).
Es gibt auch von ihm ein Buch über den Satz von Menelaos (AlIshba) und über die Lemmata von Archimedes (ursprünglich von Thabit ibn Qurra übersetzt und von Nasir al-Din al-Tusi überarbeitet).